# Žaltman (rozhledna)
Rozhledna Žaltman se nachází na vrcholu Žaltman v Jestřebích horách. Rozhledna stojí v místě původní rozhledny z roku 1967 v lesích na rozmezí obce Velké Svatoňovice a Radvanice v okresu Trutnov, asi 2 km severně od centra obce Malé Svatoňovice.

## Základní informace
Rozhlednu tvoří příhradová konstrukce z ocelových trubek. Na nejvyšší vyhlídkovou plošinu je přístup přes točité schodiště, níže jsou umístěny další tři výhledové plošiny. 
Z plošiny je panoramatický výhled na Krkonoše (Sněžka a Černá hora), Rýchory, Vraní hory (Královecký Špičák), Adršpašsko-teplické skály (Čáp), Góry Kamienne (Waligóra), Javoří hory, Soví hory (Velká Sova), Ostaš, Broumovské stěny, Stolové hory (Velká Hejšovina), Králický Sněžník, Orlické hory, Rtyňsko, Úpicko, Kunětickou horu, Zvičinu, Kumburk, Tábor a blízké okolí.

## Historie
V místě stála rozhledna již v letech 1967 až 2019. Obec Malé Svatoňovice dlouhodobě plánovala výstavbu nové rozhledny, dne 1. července 2017 zahájila na výstavbu nové rozhledny sbírku. Po demolici původní konstrukce v říjnu 2019 byla v červnu 2020 zahájena výstavba nové rozhledny. 
Z původní rozhledny zbyly jen 4 betonové patky, které byly zality do jinak monolitické mohutné základové desky. Na konci srpna 2020 byla pomocí vrtulníku Mi-8 vynesena vlastní kovová konstrukce a točité schodiště a během září byly dokončeny další montážní práce. Novou ocelovou konstrukci vyrobili řemeslníci z nedaleké Jívky z firmy Kovo Kulda. Generálním dodavatelem stavby byla Stavebně dopravní Trutnov, s. r. o. (SDT Trutnov). Na schodech jsou umístěny štítky se jmény dárců. Rozhledna stála necelých 3,5 miliónu korun a na její stavbu přispěl i Královéhradecký kraj.

Dne 24. září 2020 byla rozhledna slavnostně otevřena veřejnosti. Celoroční vstup na rozhlednu je zdarma a bez otevírací doby.

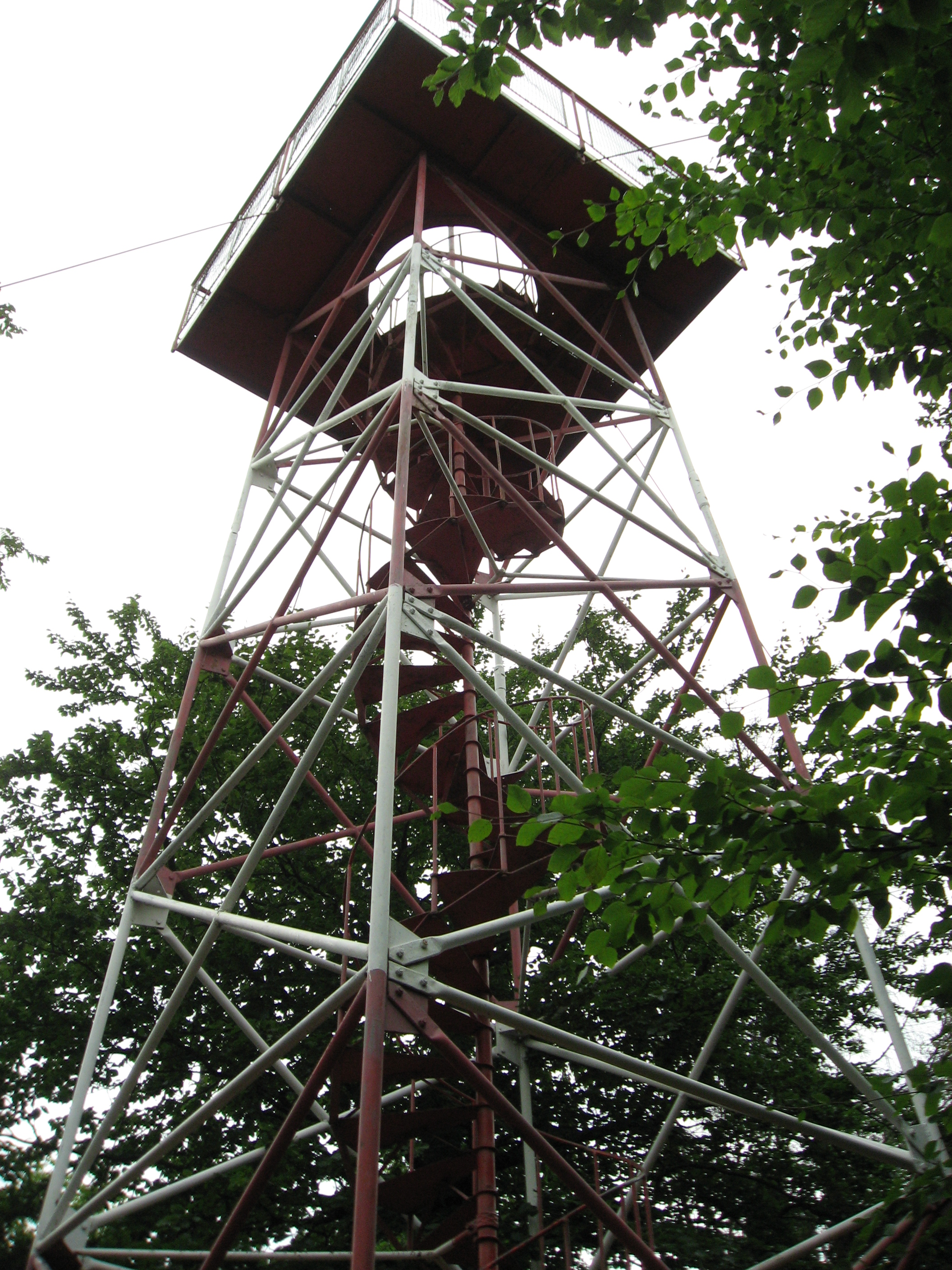
Původní rozhledna Žaltman odstraněná v roce 2019.
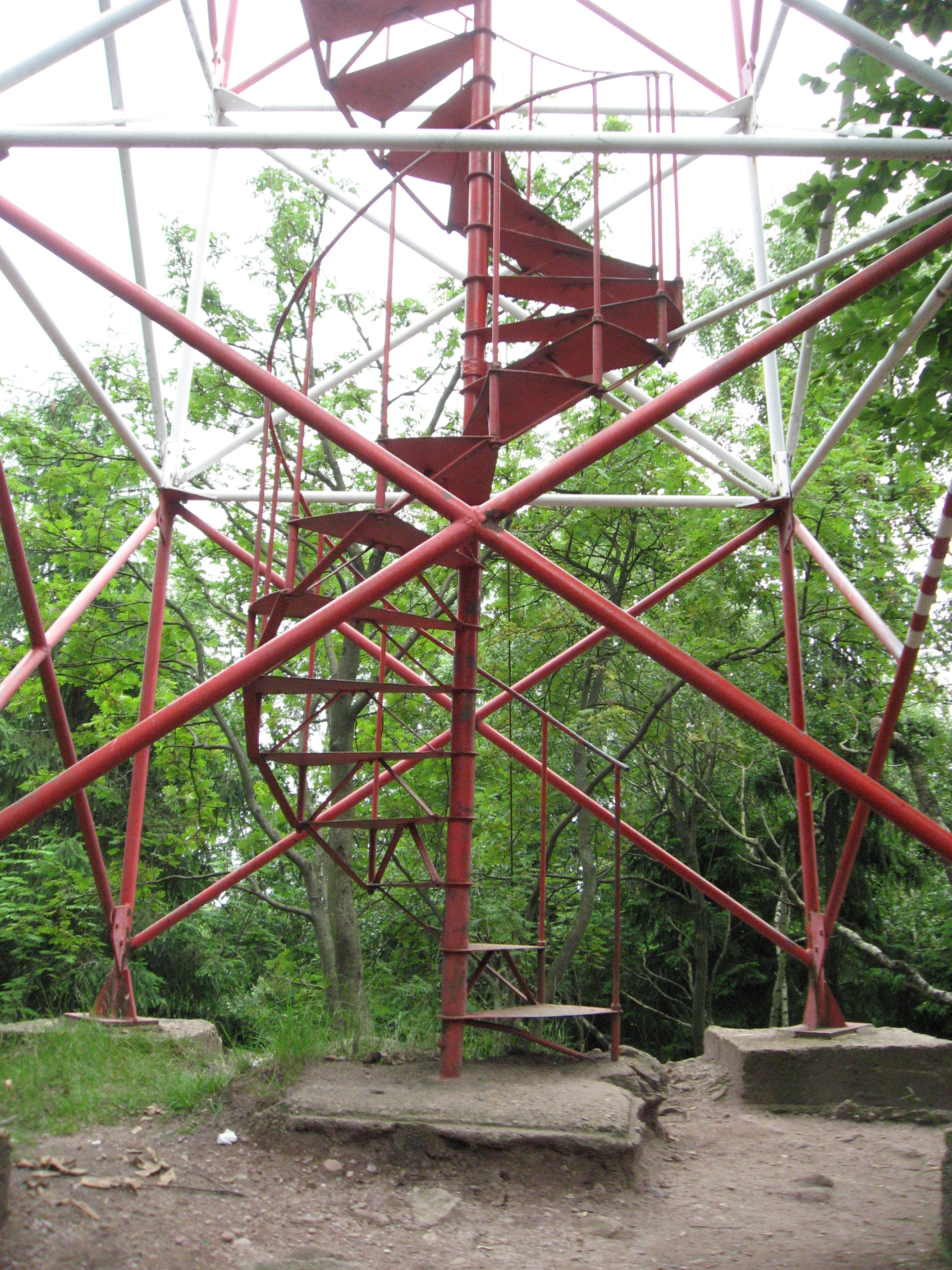
Základy původní rozhledny v roce 2019.
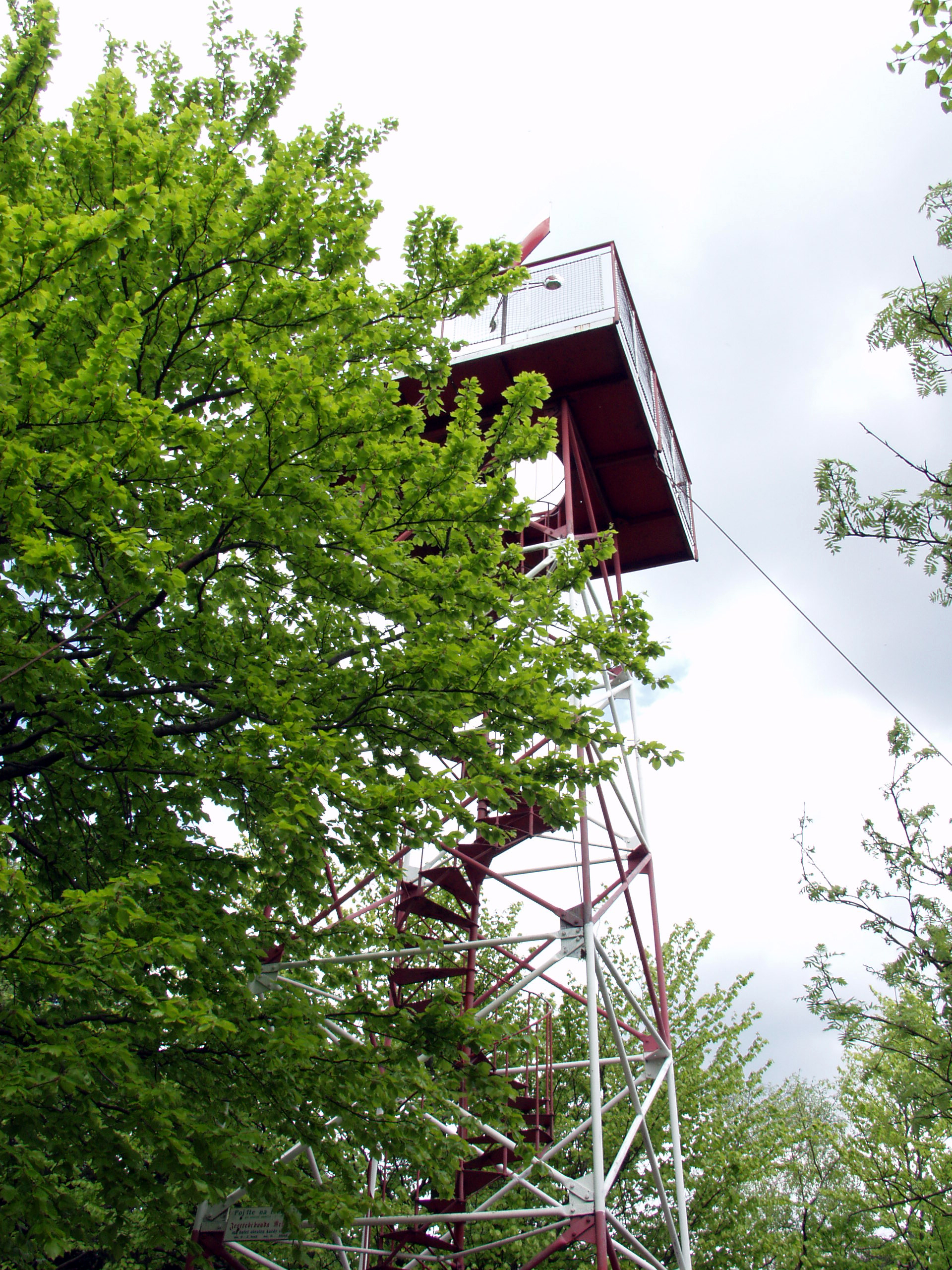
Původní rozhledna odstraněná v roce 2019.

## Přístup
K rozhledně je přístup pěšky, případně na horském kole. K rozhledně vede pouze lesní cesta.
- turistická trasa: Od rozcestníku v Malých Svatoňovicích po modré  značce směrem na Radvanice. Po 1,5 km odbočit vlevo na zelenou  značku a po ní dále asi 600 m.

V místě rozhledny vzniklo odpočinkové místo se stoly a lavicemi.
Okolí přístupových cest je bohaté na zaniklá důlní díla a lehká opevnění. Rozhledna se nachází v CHKO Broumovsko.